# Herre med portfölj
Herre med portfölj är en svensk dramafilm från 1943 i regi av Ragnar Arvedson.

## Handling
Rolf, "herren med portföljen", verkar inom rättsväsendet och går in för sitt arbete till fullo. Familjen kommer i andra hand. När han möter Inger blossar heta känslor upp och Rolf kommer underfund med att han lever ett stelt och tråkigt liv.

## Rollista (urval)
- Georg Rydeberg - Rolf Berger
- Anne-Margrethe Björlin - Inger
- Irma Christenson - Eva
- Alf Kjellin - Lennart
- Stig Järrel - Bexell
- Bengt Ekerot - Stig
- Hugo Björne - Hovrättspresident
- Olav Riégo -
- Olof Widgren - Alvar
- Åke Claesson - Protokollförare
- Sven Lindberg - Notarie
- Alicia Lignell - Gerd, Rolfs dotter
- Anders Nyström - Gunnar, Rolfs son
- Ragnar Widestedt - Doktorn